# 鳥文斎栄之

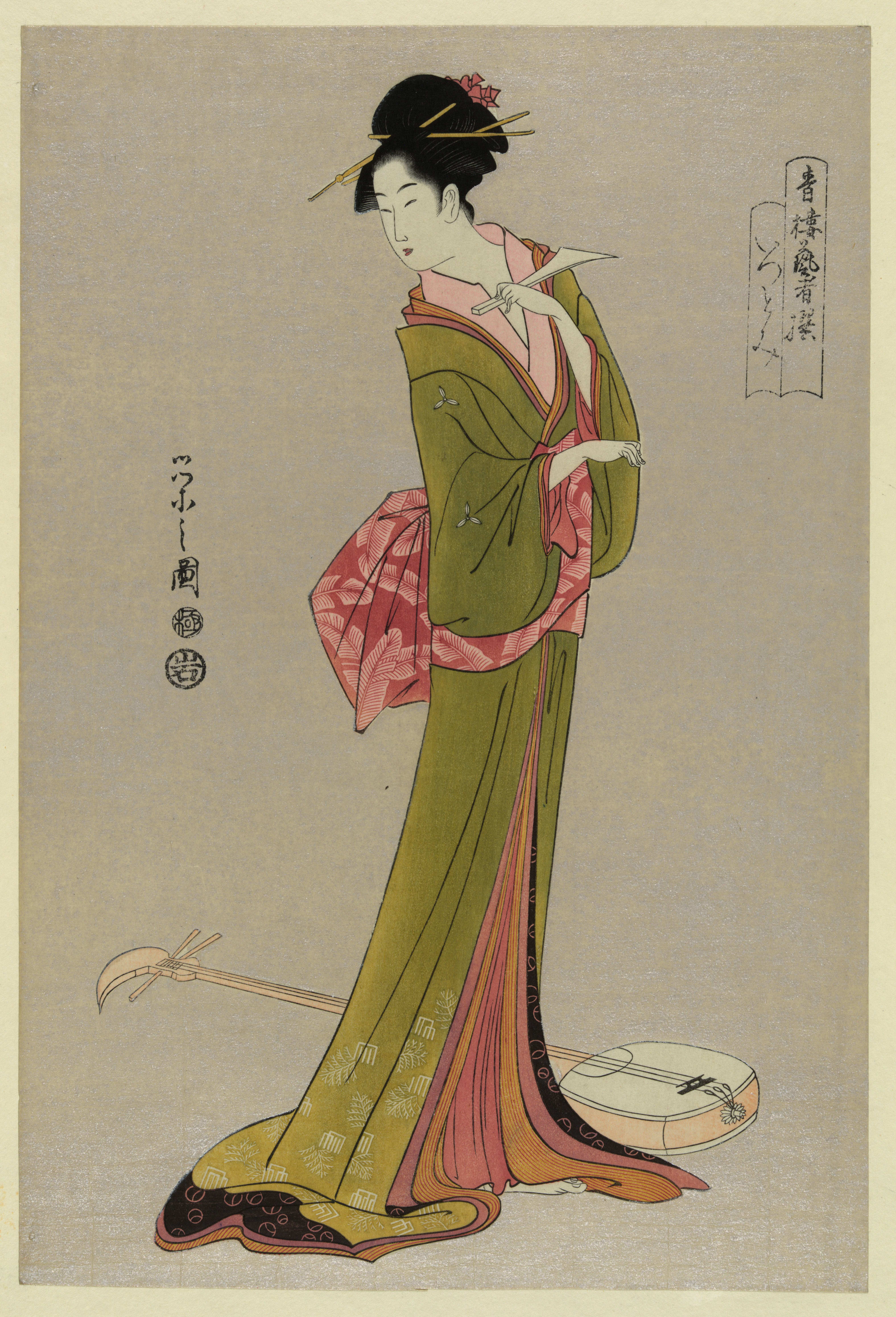
「青楼芸者撰図 - いつとみ」国宝・重要文化財

鳥文斎 栄之（ちょうぶんさい えいし、宝暦6年〈1756年〉 - 文政12年7月2日〈1829年8月1日〉）、または細田栄之（ほそだ えいし） は、江戸時代後期の浮世絵師、旗本。寛政から文化文政期にかけて活躍した。

## 来歴

### 生い立ち
姓は細田、名は時富。俗称は弥三郎、民之丞。鳥文斎と号す。治部卿とも称した。肉筆画に、華暎、独有の印が見られる。栄之は後に従六位に叙せられている。江戸本所割下水（現・墨田区亀沢）に拝領地を有し、初め浜町に住み、後に本所御竹蔵の後方に移ったという。父は細田時行、母は境野氏の出とされるが、妾腹ではないかともいわれている。細田家は500石取りの直参旗本で、栄之の祖父時敏は勘定奉行を務めている。
栄之自身は時行の長男として生まれ、安永元年（1772年）9月6日に17歳で家督を継いでいる。絵は初め狩野典信に学び、師の号「栄川院」より「栄」の一字を譲り受け栄之と号した。後に浮世絵に転じたため、師の栄川院より破門を言い渡されたが、栄之の号だけは永く使用していた。その後諸役を務め、天明元年（1781年）4月21日から天明3年（1783年）2月7日まで西の丸にて将軍徳川家治の小納戸役に列し絵の具方を務め、家治が絵を好んだので御意に叶い、日々お傍に侍して御絵のとも役を承っていた。天明元年（1781年）12月16日には布衣を着すことを許可されている。上意によって栄之と号し奉公に励んだが、天明3年（1783年）12月18日辞して無職の寄合衆に入っている。天明6年（1786年）には将軍家治が死去、その三年後の栄之34歳の時、寛政元年（1789年）8月5日には病気と称して致仕、隠居した。しかしこれは将軍が病死であったことにより、憚ってのこととであるとされる。そして妹を養女として迎え、これに和三郎を婿入りさせて時豊と名乗らせ家督を譲った。

### 浮世絵師へ
絵は狩野典信に学ぶ。浮世絵は鳥居文竜斎に学び、画号も文竜斎に由来すると言われるが、実否は不明である。狩野から破門されたとする説もある。
すでに天明（1781年 - 1789年）後期頃から浮世絵師として活動を始めており、初作は天明5年（1785年）刊行の黄表紙『其由来光徳寺門』の挿絵である。初期の作品は、天明期の美人画界の巨匠・鳥居清長の影響が強く、清長風の美人画などを描いている。寛政元年に家督を譲った後は本格的な作画活動に専心し、寛政（1789年 - 1801年）期には栄之独自の静穏な美人画の画風を打ち立てた。特に女性の全身像に独自の様式を確立、十二頭身と表現される体躯の柔らかな錦絵美人画を寛政後期まで多数制作している。栄之の描線は細やかで優美、その女性像は背丈のスラッとした優雅なもので、当時ライバルだった喜多川歌麿作品に見られる色っぽさや淫奔さとは、はっきりと一線を画したものであった。栄之は遊里に生きる女性を理想像に昇華し、清長よりもほっそりとして、歌麿のような艶麗さがなく、容貌は物静かといった栄之独自のスタイルを確立している。また『源氏物語』などの古典の題材を当世風に描いた3枚続「風流略（やつし）源氏」のように、彩色は墨、淡墨、藍、紫、黄、緑といった渋い色のみを用いた「紅嫌い」と呼ばれるあっさりとした地味なもので、それでいて暖かみを感じさせる独特の雅趣のある表現を好んでいた。

風流やつし源氏 松風

この「紅嫌い」の創案者は栄之であるといわれる。栄之はこの作風をもって一枚絵で歌麿とその人気を競った。中判や柱絵にも優れた作品があるが、錦絵の代表作ではシリーズ物の「風流略（やつし）六哥仙」、「風流名所十景」、「青楼美撰合」、「青楼芸者撰」、「青楼美人六花仙」などがあげられる。

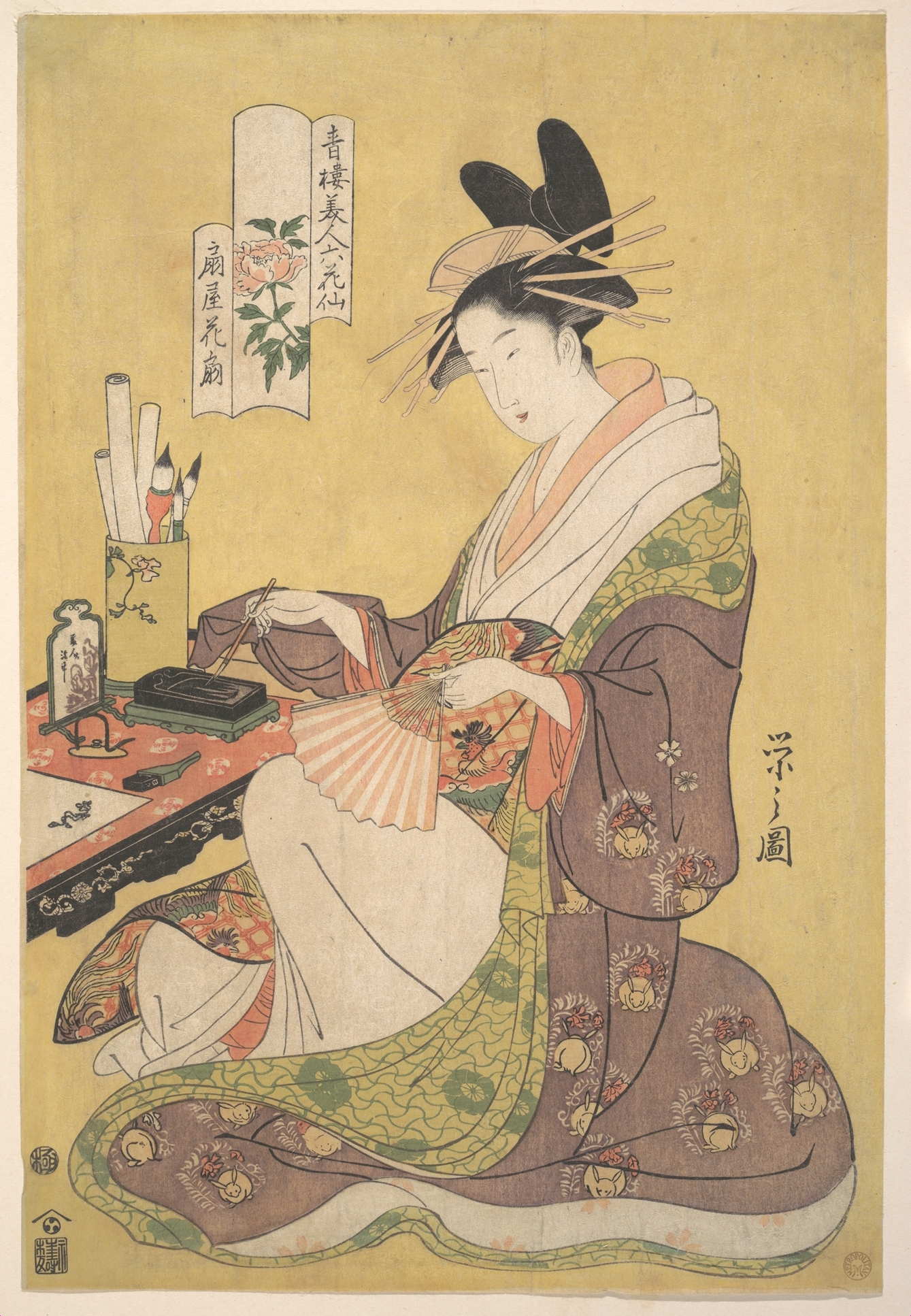
『青楼美人六花仙 』「扇屋花扇画」

なかでも「青楼美人六花仙」のシリーズは黄潰しの背景に花魁の座像を気品高く描いており、栄之ならではの傑作とされている。反対に歌麿が得意とした美人大首絵は全く手掛けておらず、あくまで全身像にこだわる栄之の姿勢が窺える。栄之は細田氏であったが画姓としてはこれを用いず、別に細井氏を名乗っているものがあり、その一例として寛政13年（1801年）、葛飾北斎と共作した西村屋版の豪華な色摺り絵本『新版錦摺女三十六歌僊絵尽』に「細井鳥文斎筆」とあるのをあげられる。これも家柄を憚ってのことと思われる。

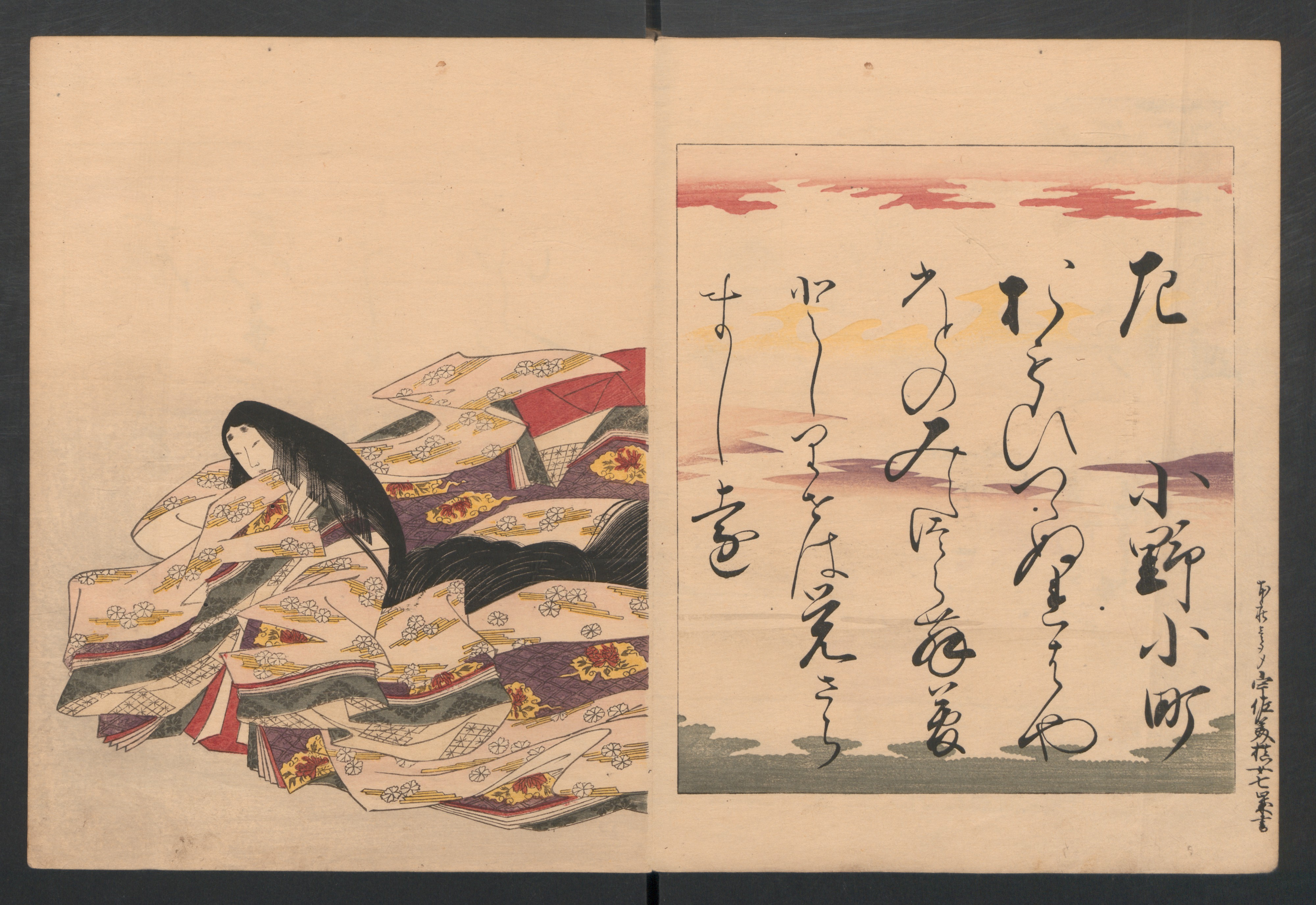
鳥文斎栄之・葛飾北斎「錦摺女三十六歌仙」小野小町

### 肉筆画へ転向
栄之は寛政10年（1798年）頃には錦絵の一枚絵の制作を止める。江戸期の記録には「故在りてしばらく筆を止む」「故障ありて錦絵を止む」などの記述が見られ、版画作品の発表を取りやめざるを得ない事情があったことが想定できる。享和（1801年 - 1804年）・文化（1804年 - 1818年）期にかけてはもっぱら肉筆の美人風俗画を手がけており、気品のある清雅な画風で人気を得た。江戸時代は、木版画の下絵を手懸ける者「画工」より、肉筆画専門の「本絵師」のほうが格上と見られており、栄之の転身も彼の出自と、当時の身分意識が影響していたとみられる。
寛政12年（1800年）閏4月、妙法院宮真仁法親王（門跡）が江戸に下向した折、将軍が栄之に命じて評判の隅田川の図（おそらくは肉筆による絵巻物）を描かせるということがあった。京に帰った妙法院宮は、それを絵を好んだ後桜町上皇に江戸土産としたところ、上皇は殊のほかお喜びになり、ついには仙洞の御文庫に納められたという。これを伝え聞き名誉に感じた栄之は、「天覧」と刻んだ印章を作り、記念としたのであった。ついに浮世絵が帝の叡覧に供せられるという誉れに浴した瞬間であった。評判となったこの一事によって栄之の画名を高めるとともに、以降自作に対し大いに矜持を抱いたといわれる。さらにこのことが当時広く知られるようになったため、隅田川を描いたそれと同趣向の作品の揮毫を各方面から次々と求められたとみられ、同様の「吉原通い図巻」がおよそ21点ほど確認されている。

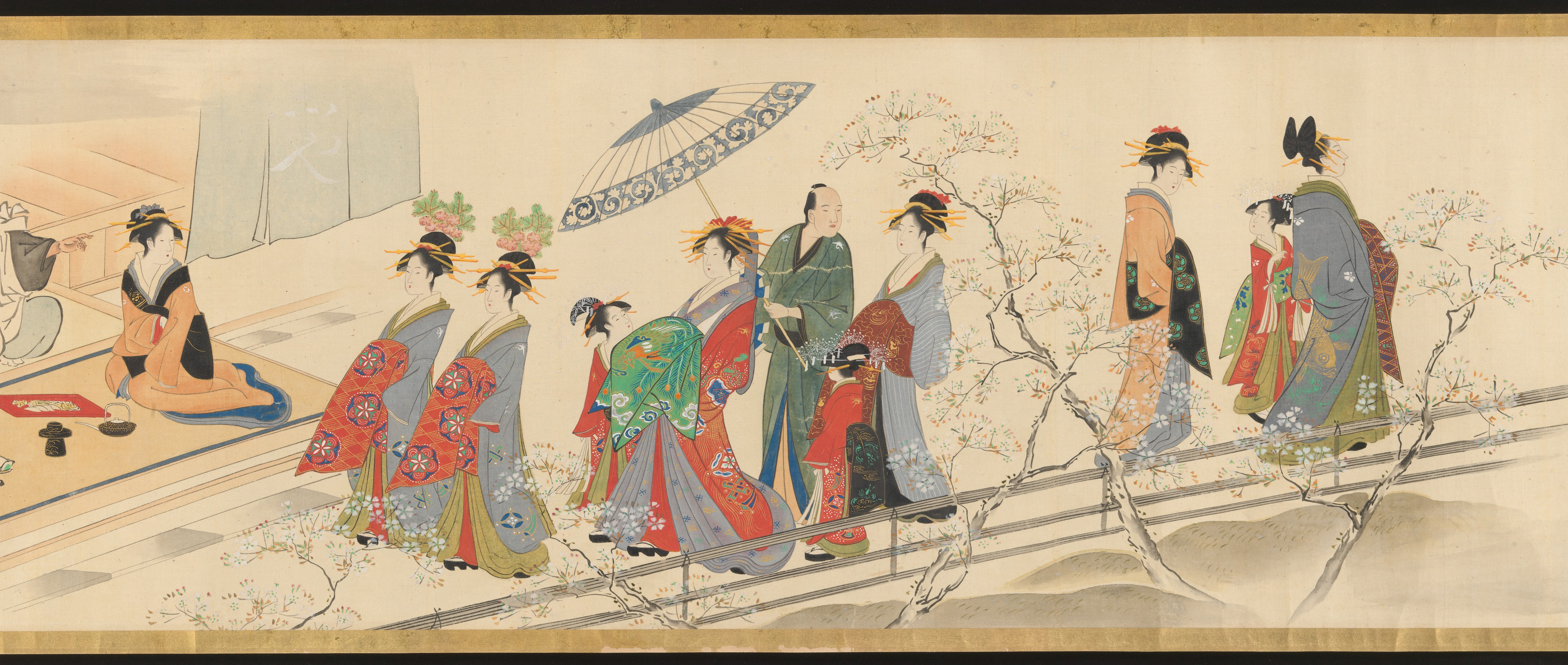
三幅神吉原通い図巻 「全盛季春遊戯」

その後は栄之は没年まで優れた肉筆画を描いており、学んだ絵の骨格がしっかりしているので晩年の肉筆画にも佳作が多く、ただ美人画のみではなく風景画にも優れた作品が残されており、特に隅田川の風景を好んで描いている。ただし、絹本の作例には同じ下絵を使い回した同工異曲の作品も多く、弟子たちを動員して工房的な量産体制があったことが類推できる。その一方で、極めて稀だが肉筆画の落款に、「治部卿栄之藤原時富筆」と位や肩書きをつけて署名することがあり、これらは名だたる大名からの需めに応じて描いたものであると思われる。「遊女立姿図」（東京国立博物館所蔵）や「美人図」（大和文華館所蔵）などに「治部卿栄之藤原時富筆」という落款がされている。

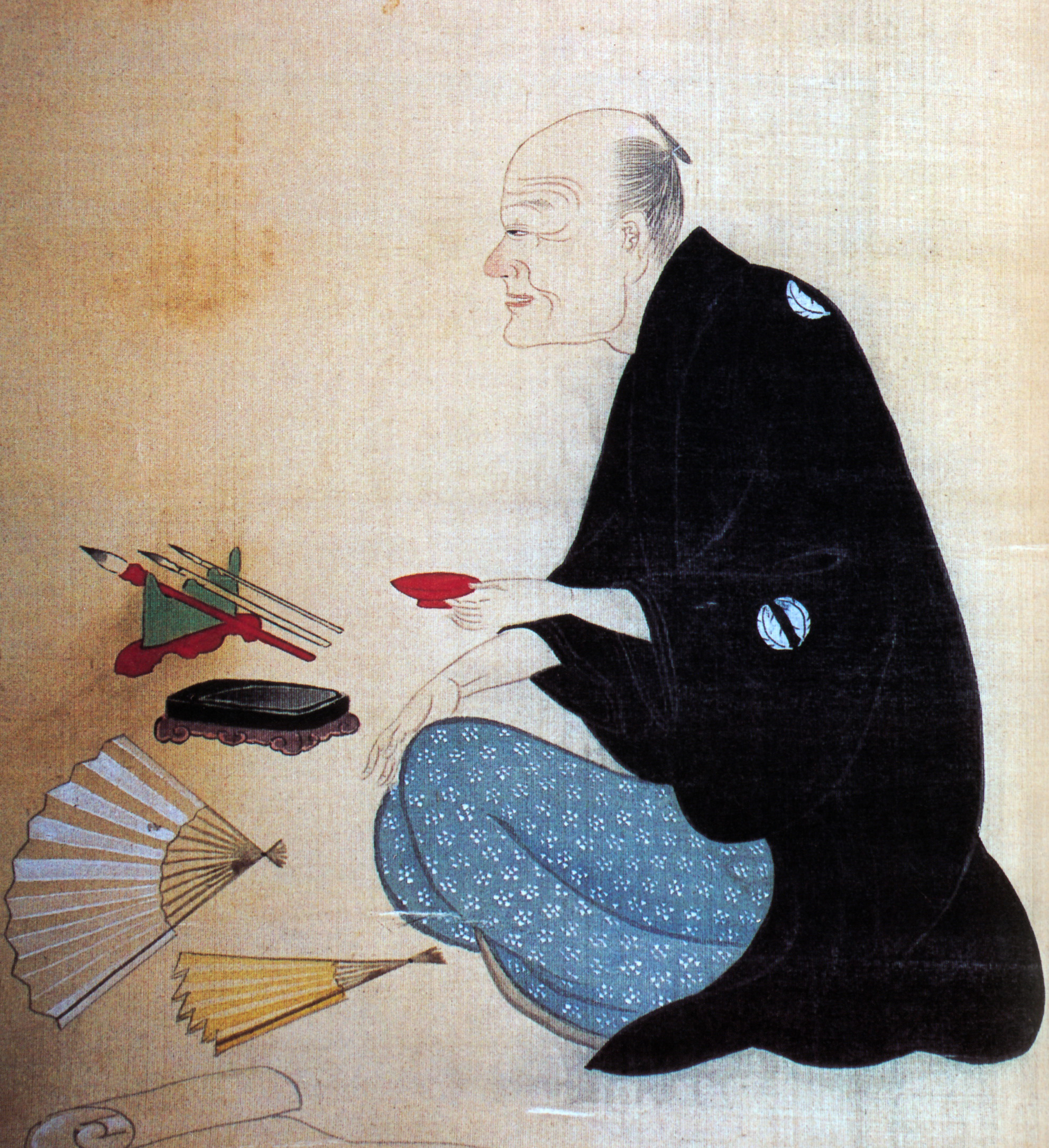
「大田南畝像」　栄之筆、文化11年（1814年）。東京国立博物館所蔵。熊本県立美術館にも本図より早くに描かれた肖像がある。

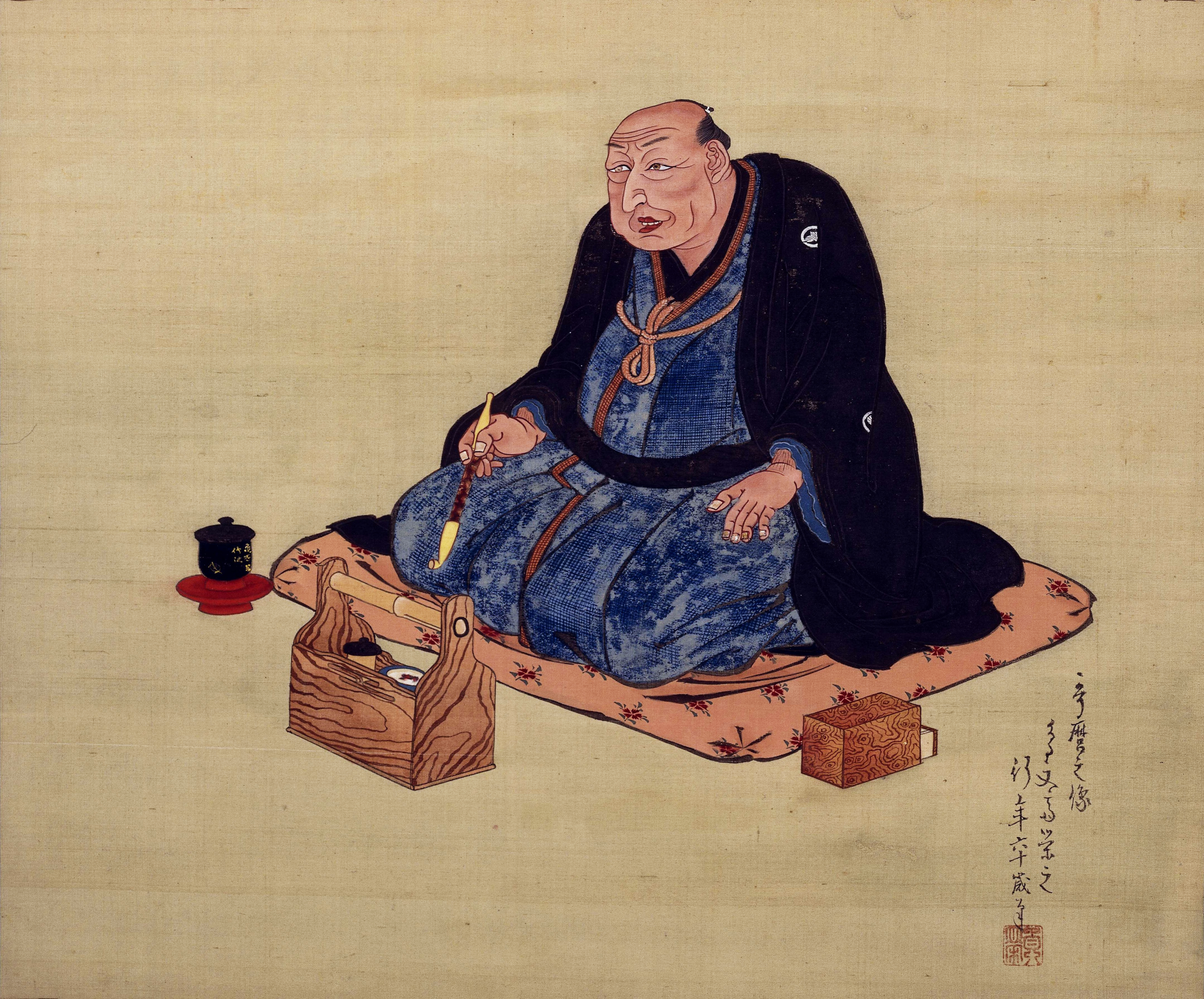
喜多川歌麿の肖像画　栄之 六十歳筆（1815年）大英博物館所蔵

文政12年（1829年）、74歳で死去した。 墓所は台東区谷中の蓮華寺。既に合祀墓に移されていて墓石は存在しない。法名は広説院殿皆信栄之日随居士。
令和6年（2024年）1月6日より千葉市美術館にて「サムライ、浮世絵師になる！鳥文斎栄之展」開催
。

### 細田派
栄之は細田派という流派を創始した。一門には鳥橋斎栄里、鳥高斎栄昌、鳥園斎栄深、一楽亭栄水、一掬斎栄文、栄鱗、文和斎栄晁、鳥喜斎栄綾、鳥玉斎栄京、鳥卜斎栄意、酔月斎栄雅、桃源斎栄舟、葛堂栄隆、栄波、春川栄山、一貫斎栄尚、酔夢亭蕉鹿、五郷など多くの優秀な門人を輩出している。

## 作品

### 版本
- 『芋世中』 黄表紙 新江作 寛政1年
- 『狂歌江戸紫』 絵入狂歌本 江戸花住編 寛政7年 歌麿、宗理（北斎）、栄波、栄綾らと共画
- 『男踏歌』 絵入狂歌本 浅草庵市人序撰 寛政10年 歌麿、北尾重政、北斎らと共画

### 錦絵

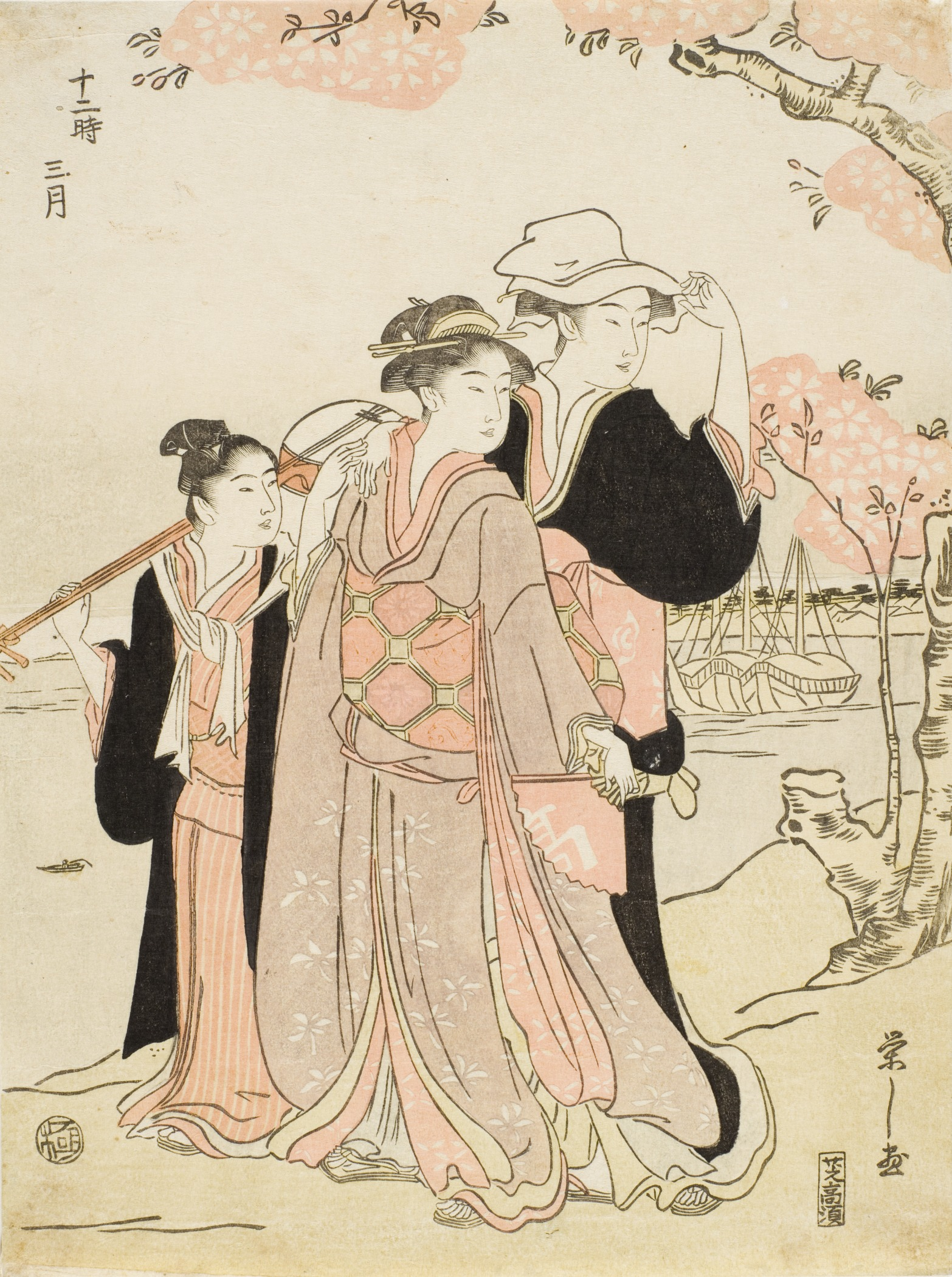
「十二時 三月」ロサンゼルス・カウンティ美術館所蔵
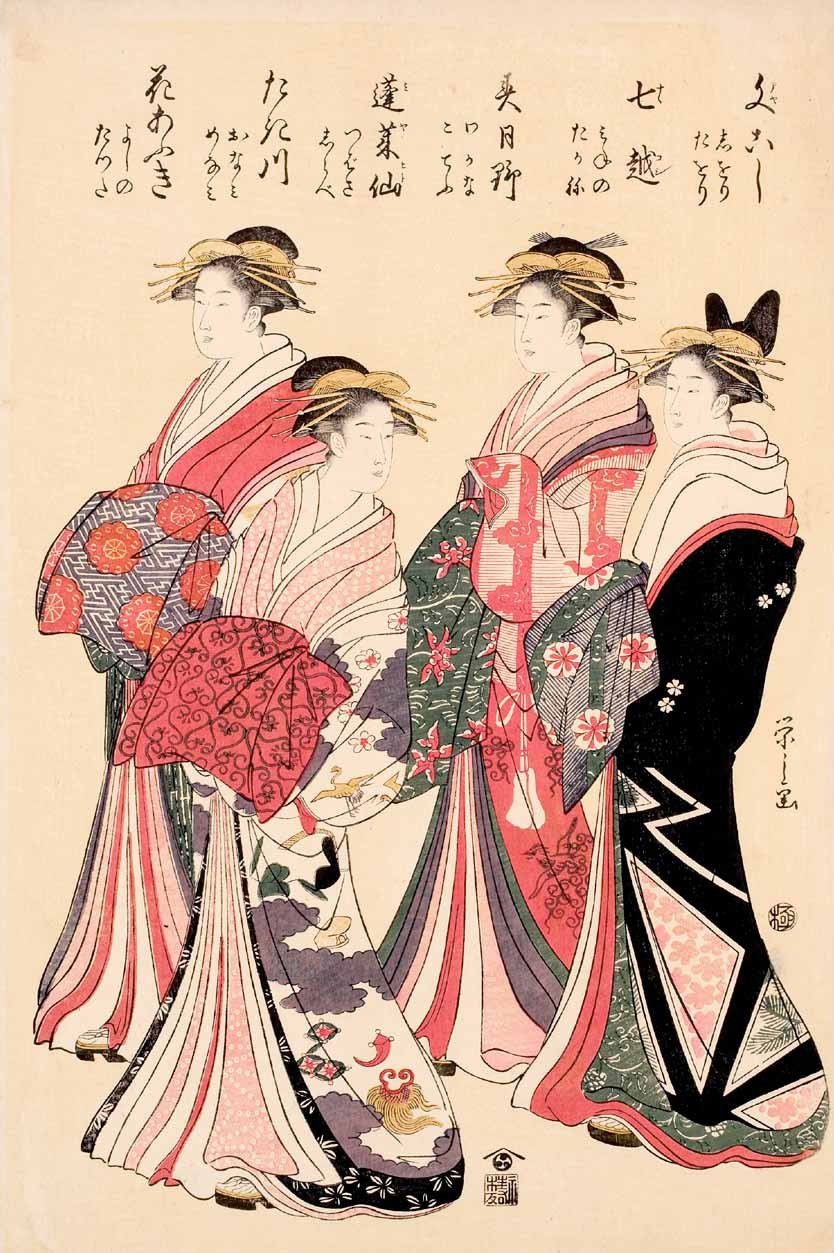
ホノルル美術館所蔵
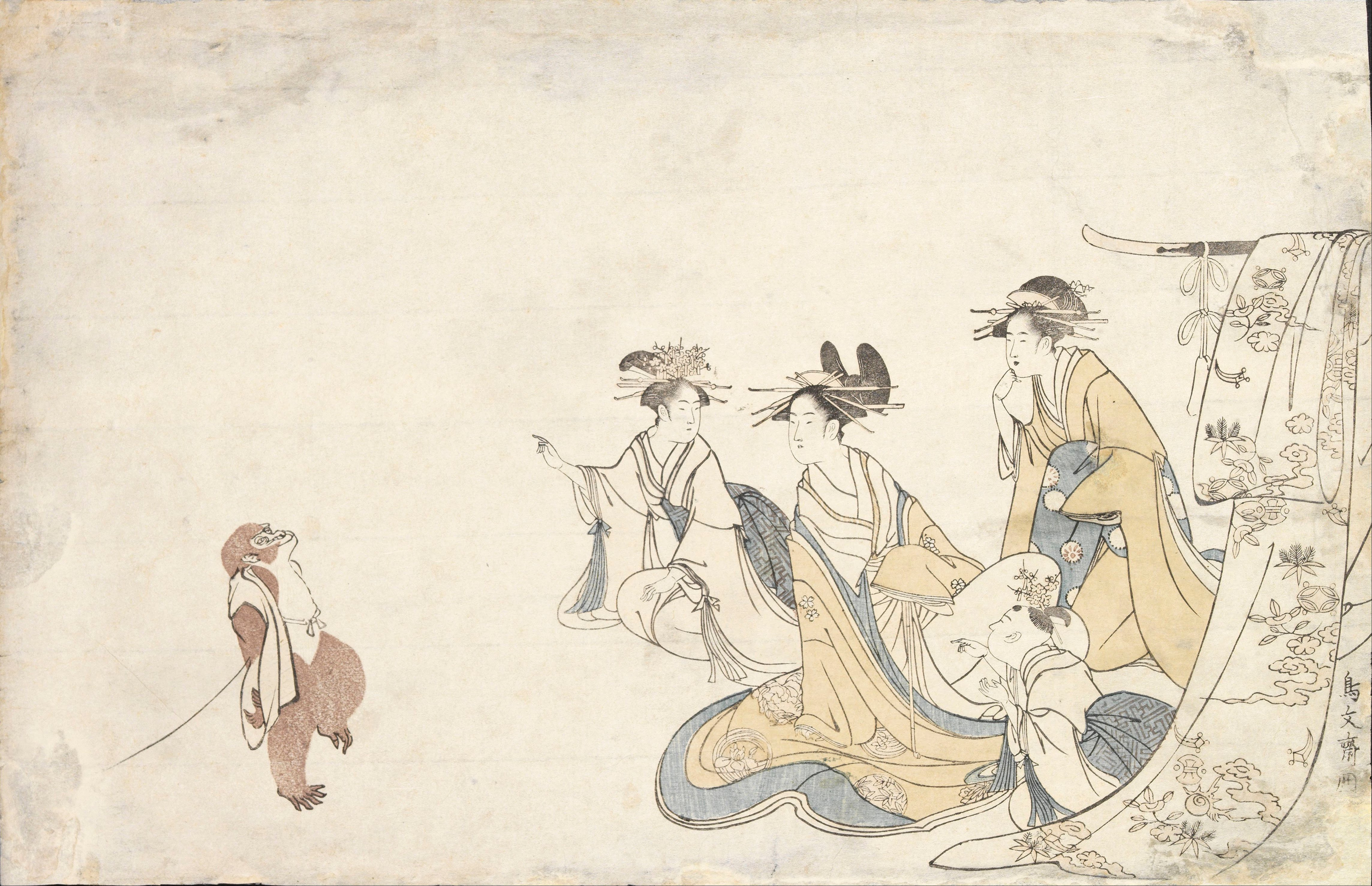
ビルバオ美術館所蔵

- 「青楼芸者撰 いつとみ いつ花 おはね」 大判3枚続 東京国立博物館所蔵 重要文化財
- 「風流七小町 あふむ図」 大判 東京国立博物館所蔵
- 「青楼美撰合 初買座敷の図 扇屋瀧川」 大判 東京国立博物館所蔵

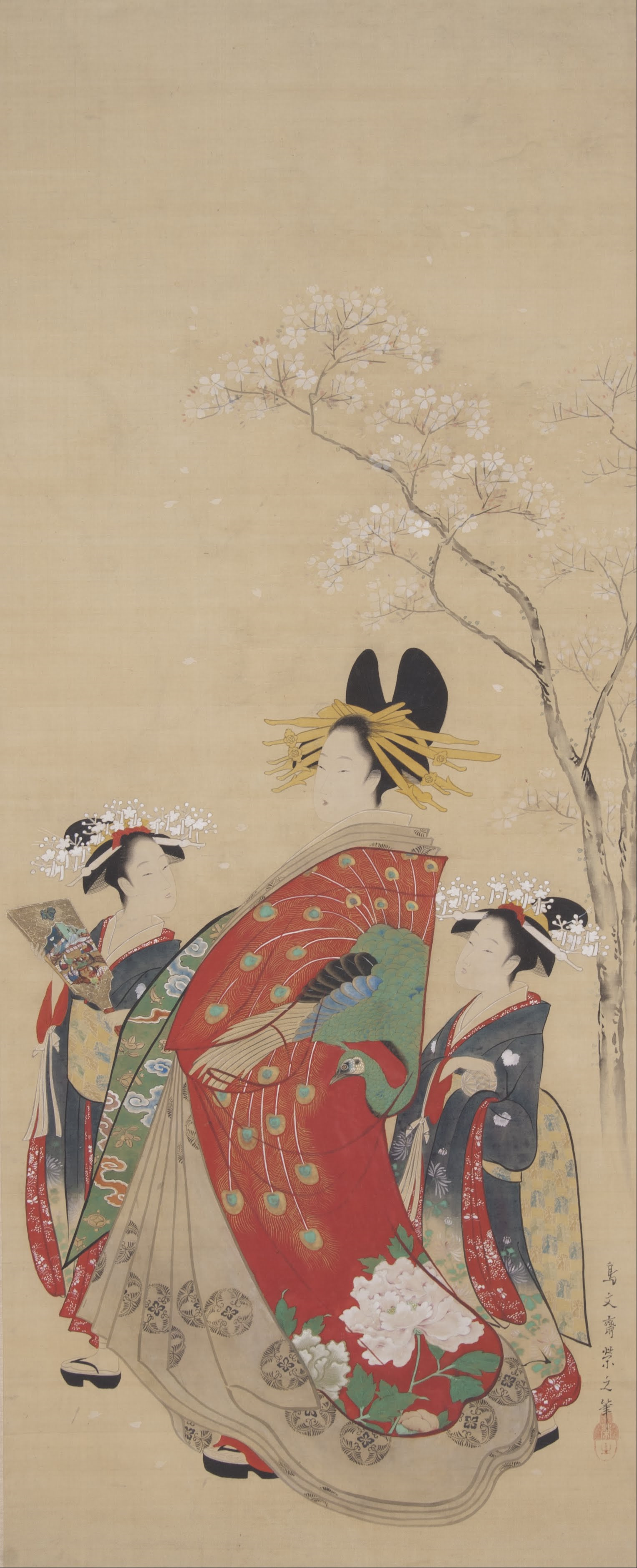
「略六花撰 喜撰法師」 大判 城西大学水田美術館所蔵、大英博物館所蔵
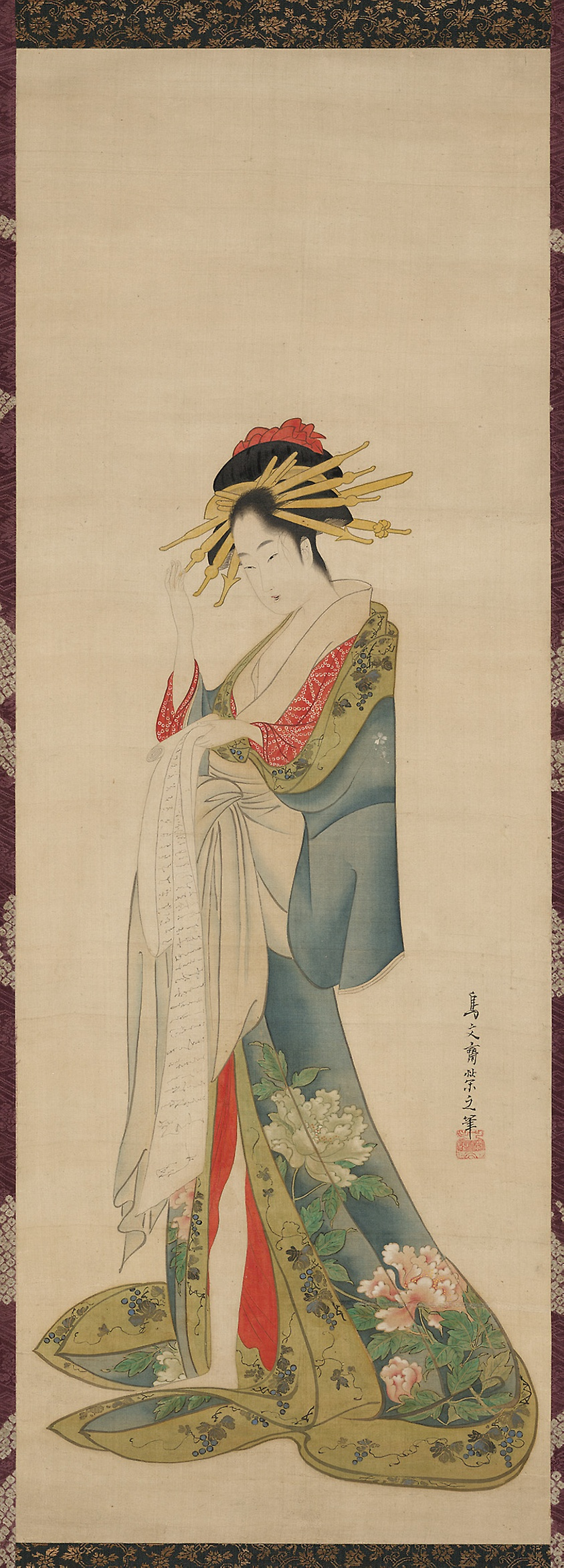
「難波屋店先」 柱絵 城西大学水田美術館所蔵
- 「風流略六哥仙 小野小町」 大判 プルヴェラー・コレクション（ドイツ）
- 「風流略六哥仙 喜撰法師」 大判 平木浮世絵美術館 UKIYO-e TOKYO所蔵
- 「風流略六哥仙 在原業平」 大判 ヴィンツィンガー・コレクション（ドイツ）
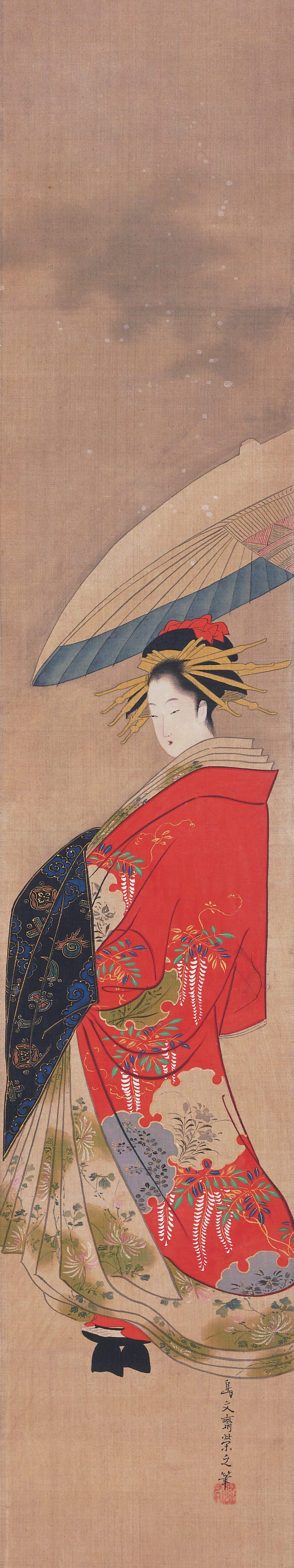
「青楼美人六花仙　扇屋花扇」 大判 ベルリン国立東洋美術館（英語版）所蔵
- 「浮世三幅対 小式部」 大判 フォッグ美術館所蔵
- 「若那初衣裳 扇屋花人」 大判 フォッグ美術館所蔵
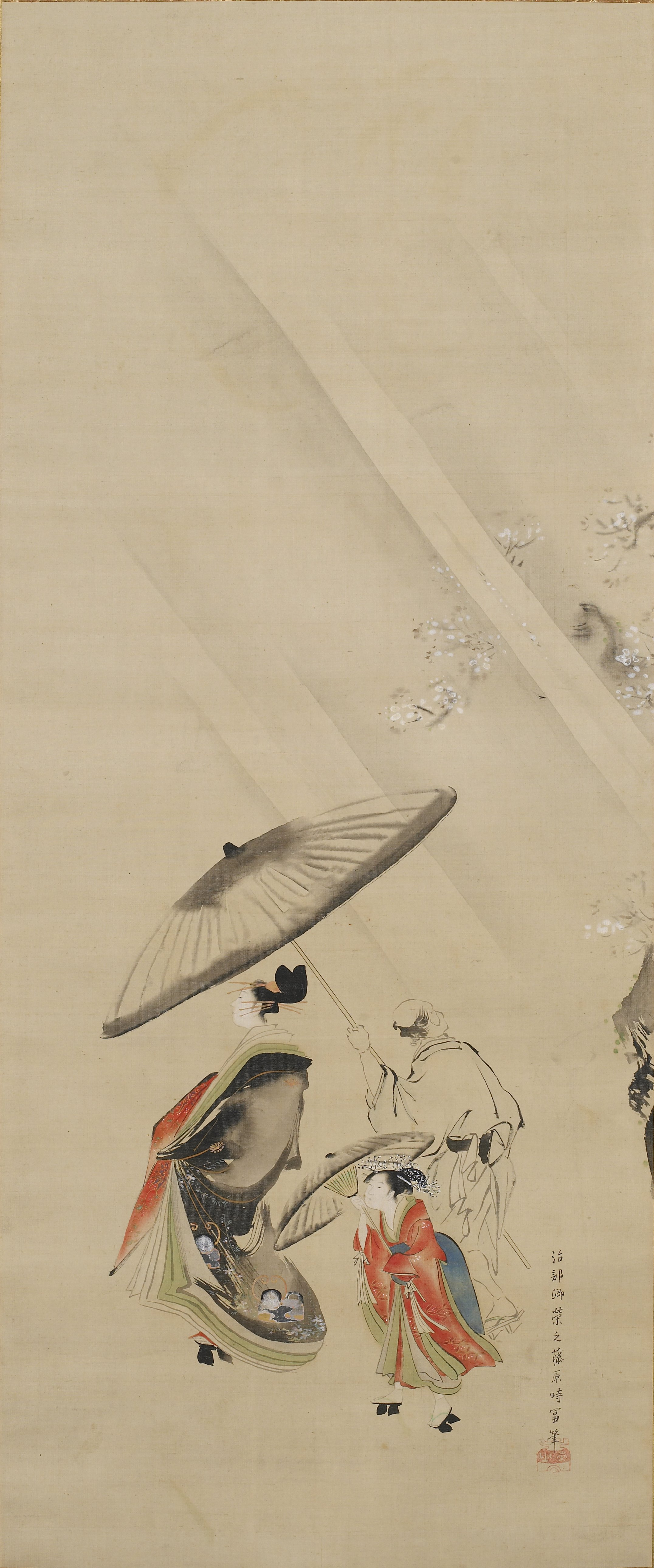
「風流やつし源氏 松風」 大判3枚続 大英博物館、シカゴ美術館、ネルソン・アトキンス美術館所蔵
- 「風流やつし源氏 若菜巻上」 大判3枚続 山口県立萩美術館・浦上記念館所蔵
- 「風流やつし源氏 蛍」 大判  スペンサー美術館所蔵
- 「見立 筒井筒」 大判3枚続 1791年/1792年 ポートランド美術館所蔵 西村屋与八版
- 「見立忠臣蔵七段目」 大判 千葉市美術館所蔵
- 「てうじや内ときわづ」 大判  スペンサー美術館所蔵
- 「夏宵遊興」 大判3枚続 バウアー財団東洋美術館（英語版）、ボストン美術館、シカゴ美術館所蔵
- 「浮世源氏八景 松風夜雨」 大判 アムステルダム国立美術館所蔵 西村屋与八版
- 「新六歌仙 黒主」 大判 ベルギー王立美術歴史博物館（英語版）所蔵
- 「新六歌仙 小町」 大判 ベルギー王立美術歴史博物館所蔵
- 「風流十二月 七月」 中判 東京国立博物館、エルミタージュ美術館所蔵
- 「風流十二月 南呂」 中判 シカゴ美術館所蔵
- 「風流十二月 陽後」 中判 大英博物館所蔵
- 「六玉川」 間判3枚続 ホノルル美術館、ポートランド美術館所蔵 高野玉川、千鳥玉川、井手玉川
- 「妻夏之色」 小判 高橋誠一郎コレクション
- 「初たか大叶」 小判 たばこと塩の博物館所蔵
- 「あふき屋内華扇」 細判
- 「菅公像」細判 東京国立博物館所蔵
- 「てうし屋内ひな鶴」 細判
- 「屋根船美人」 柱絵 東京国立博物館所蔵
- 「化粧」 柱絵 東京国立博物館所蔵
- 「夕涼み」 柱絵
- 「傘さす遊女と丁稚」 柱絵 ウィーン国立工芸美術館所蔵

### 肉筆画
| 作品名                               | 技法         | 形状・員数 | 寸法（縦x横cm）                   | 所有者                                 | 年代                           | 款記                            | 印章                       | 備考 |
| ------------------------------------ | ------------ | ---------- | --------------------------------- | -------------------------------------- | ------------------------------ | ------------------------------- | -------------------------- | --- |
| 朝顔遊女図                           | 絹本着色     | 1幅        | 91.8x34.8                         | 千葉市美術館                           | 1795年（寛政7年）              | 「乙卯初秋 栄之圖」             | 「華映」朱文円印           | 栄之の肉筆画では早期の作。松浦静山賛「我ならでした紐とくな朝顔の 夕かげまたぬ花にハ有とも」（樋口信孝（1599年‐1658年）詠）あり                                                                                                |
| 三福神吉原通い図巻                   | 絹本着色     | 1巻        | 31.6x860.0                        | 千葉市美術館                           | 文化年間                       |                                 |                            | |
| 美人夏姿図                           | 絹本着色     | 1幅        |                                   | 香雪美術館                             |                                |                                 |                            | |
| 座敷万歳図                           | 絹本着色     | 1幅        |                                   | 国立歴史民俗博物館                     |                                |                                 |                            | |
| 遊女図                               | 絹本着色     | 1幅        |                                   | 群馬県立近代美術館                     |                                |                                 |                            | |
| 美人図                               | 絹本着色     | 1幅        | 98.8x30.4                         | 東京芸術大学大学美術館                 |                                | 「鳥文斎栄之藤原時富筆」        | 「栄之」朱文方印           | |
| 桜下遊女と禿図                       |              | 1幅        | 89.6x35.1                         | 東京国立博物館                         |                                | 「栄之圖」                      | 「華映」朱文円印           | |
| 遊女図                               | 絹本着色     | 1幅        | 101.8x27.9                        | 東京国立博物館                         |                                |                                 |                            | |
| 文読み美人図                         | 絹本着色     | 1幅        |                                   | 東京国立博物館                         |                                |                                 |                            | |
| 大田南畝像                           | 絹本着色     | 1幅        | 87.7x27.1                         | 東京国立博物館                         | 1814年（文化11年）             | 「鳥文齋榮之筆」                | 「榮之」白朱文徳利形印     | |
| 楊貴妃夏冬牡丹図                     | 着色         | 3幅対      | 83.6x29.8（各）                   | 東京国立博物館                         |                                | 「鳥文齋榮之筆」（各）          |                            | |
| 隅田川舟遊び図                       | 着色         | 1巻        | 84.7x28.7                         | 東京国立博物館                         |                                | 「鳥文齋榮之筆」                |                            | |
| 隅田川図                             | 着色         | 1巻        | 30.1x411.4                        | 東京国立博物館                         |                                | 「鳥文齋榮之筆」                | 「榮之」朱文方印           | |
| 二美人図                             | 絹本着色     | 1幅        |                                   | 出光美術館                             |                                |                                 |                            | |
| 蚊帳美人図                           | 絹本着色     | 1幅        |                                   | 出光美術館                             |                                |                                 |                            | 朱楽菅江賛 |
| 雪中太夫歩行図                       | 絹本着色     | 1幅        |                                   | 出光美術館                             |                                |                                 |                            | |
| 乗合船図                             | 絹本着色     | 1幅        |                                   | 出光美術館                             |                                |                                 |                            | |
| 吉原通い図巻                         | 絹本着色     | 1巻        |                                   | 出光美術館                             |                                |                                 |                            | 頓證翁墨庵序 |
| 舟遊図                               | 絹本着色     | 1幅        |                                   | 出光美術館                             |                                |                                 |                            | |
| 吉原十二時絵巻                       | 絹本着色     | 1巻        |                                   | 浮世絵太田記念美術館                   |                                |                                 |                            | |
| 桜下遊女の図                         | 絹本着色     | 1幅        |                                   | 浮世絵太田記念美術館                   |                                |                                 |                            | |
| 桜下花魁図                           | 絹本着色     | 1幅        |                                   | 浮世絵太田記念美術館                   |                                |                                 |                            | |
| 見立胡蝶の夢図                       | 絹本着色     | 1幅        |                                   | 浮世絵太田記念美術館                   |                                |                                 |                            | |
| 春草摘図                             | 絹本着色     | 1幅        |                                   | 浮世絵太田記念美術館                   |                                |                                 |                            | |
| 吉原女芸者図                         | 絹本着色     | 1幅        |                                   | 浮世絵太田記念美術館                   |                                |                                 |                            | |
| 吉原仲之町桜図                       | 絹本着色     | 1幅        | 95.5x37.1                         | ニューオータニ美術館                   | 文化年間                       | 「鳥文齋榮之画」                | 「榮之」朱文方印           | |
| 富士山図                             | 絹本着色     | 1幅        | 83.5x31.6                         | ニューオータニ美術館                   | 1804-23年（文化年間～文政6年） | 「鳥文齋榮之画」                | 「榮之」朱文方印           | 太田南畝賛「東には淡雪とうふ両国の はしの西にはふしのしらゆき」。なお「淡雪とうふ」とは両国橋東詰めにあった日野屋の名物で、柔らかい豆腐のあんかけ。                                                                           |
| 隅田川風物図屏風（右隻・左隻）       | 紙本着色     | 六曲一双   | 166.7x361.2（各）                 | 江戸東京博物館                         | 文政9年（1826年）              |                                 |                            | |
| 石山寺四季之景図                     | 紙本墨画淡彩 | 二曲一双   | 151.8x115.6                       | 深大寺                                 |                                |                                 |                            | |
| 立美人図                             | 絹本着色     | 1幅        | 90.5x32.0                         | 摘水軒記念文化振興財団                 |                                |                                 |                            | 邦枝完二旧蔵 |
| 御殿山花見絵巻                       | 絹本着色     | 1巻        | 29.0x162.5                        | 鎌倉国宝館                             | 1811年（文化8年）              | 「文化八未年末夏 鳥文齋榮之筆」 | 「榮之」朱文鼎印           | |
| 柳下二美人図                         | 絹本着色     | 1幅        | 101.6x34.0                        | 鎌倉国宝館                             | 1804-18年（文化年間）頃        | 「鳥文齋榮之筆」                | 「榮之」朱文鼎印           | 中田忠太郎旧蔵 |
| 唄姫図                               | 絹本着色     | 1幅        |                                   | MOA美術館                              |                                |                                 |                            | |
| 円窓九美人図                         | 絹本着色     | 1幅        |                                   | MOA美術館                              |                                |                                 |                            | |
| 雪戯美人図                           | 絹本着色     | 1幅        |                                   | MOA美術館                              |                                |                                 |                            | |
| 楊貴妃図                             | 絹本著色     | 1幅        | 111.8x55.6                        | 愛知県美術館                           | 晩年の作                       |                                 |                            | |
| 官女観梅図                           | 絹本着色     | 1幅        |                                   | 日本浮世絵博物館                       |                                |                                 |                            | |
| 三福神吉原通い図巻                   | 絹本着色     | 1巻        |                                   | 日本浮世絵博物館                       |                                |                                 |                            | |
| 美人図                               | 絹本着色     | 1幅        |                                   | 大和文華館                             |                                |                                 |                            | |
| 伏見城落城・関ヶ原合戦絵巻           | 紙本着色     | 2巻        | 上巻：37.8x915.6 下巻：37.9x677.9 | 奈良県立美術館                         |                                |                                 |                            | 上巻は伏見城落城から大垣城攻撃まで、下巻に関ヶ原の戦いを描く。 |
| 関ヶ原合戦図絵巻                     |              | 2巻        |                                   | 名古屋市博物館                         |                                |                                 |                            | |
| 楊貴妃牡丹図                         | 絹本着色     | 三幅対     |                                   | 熊本県立美術館（今西コレクション）     |                                | 「鳥文斎栄之筆」（各）          | 「榮之」朱文重郭方印（各） | |
| 桜下花魁図                           | 絹本着色     | 1幅        |                                   | 熊本県立美術館（今西コレクション）     |                                | 「鳥文斎栄之筆」                | 「榮之」朱文壷印           | 画賛あり |
| 鶏図                                 | 絹本着色     | 1幅        |                                   | 熊本県立美術館（今西コレクション）     |                                | 「榮之筆」                      | 「榮之」朱文方印           | |
| 桜下美人逍遙図                       | 絹本着色     | 1幅        | 118.0x54.0                        | 熊本県立美術館（今西コレクション）     |                                |                                 |                            | |
| 窓の眺め図                           | 絹本着色     | 1幅        | 88x35                             | 個人                                   |                                | 「鳥文斎栄之筆]                 | 「榮之」白朱文徳利形印     | |
| 立美人図                             | 絹本着色     | 1幅        |                                   | インディアナポリス美術館               |                                |                                 |                            | |
| 三幅神吉原通い図巻 「全盛季春遊戯」  | 絹本著色     | 1巻        | 33.3x890.4                        | メトロポリタン美術館バークコレクション | 19世紀初め                     | 「鳥文齋榮之筆」                |                            | |
| 雪月花図                             | 絹本著色     | 3幅対      | 約82.2x30                         | メトロポリタン美術館バークコレクション | 19世紀初め                     |                                 |                            | 大田南畝賛 |
| Courtesan with a Letter in Her Mouth | 絹本著色     | 1幅        | 80.4x33.2                         | メトロポリタン美術館                   |                                | 「鳥文斎栄之圖」                |                            | |
| Woman in a Dark Kimono               | 絹本著色     | 1幅        | 75.2x26.0                         | シンシナティ美術館                     |                                | 「鳥文齋榮之筆」                |                            | |
| 遊女と蛍図                           | 絹本著色     | 1幅        | 89.2x32.8                         | ファインバーグ・コレクション           |                                | 「鳥文齋榮之筆」                | 「栄之」白文鼎印           | |
| 文讀む遊女図                         | 絹本著色     | 1幅        | 88.0x31.5                         | ファインバーグ・コレクション           |                                | 「鳥文齋榮之筆」                | 「栄之」白文鼎印           | |
| 円窓官女図                           | 絹本著色     | 1幅        | 89.2x32.8                         | ギッター・コレクション                 |                                | 「鳥文齋榮之筆」                | 「栄之」白文鼎印           | |
| 四季競艶図                           |              | 4幅対      |                                   | ミカエル・フォーニツコレクション       | 寛政期                         |                                 |                            | 春画。4幅全てに栄之の落款が入っていることから、当初から四季四幅対として制作されたと推測される。なお、肉筆春画は巻物や画帖など手元で鑑賞する形式が多いが、本図のように床の間という衆人環視の空間に置かれる掛け軸形式は珍しい。 |
| 夜咄                                 | 絹本着色     | 1幅        |                                   | 個人                                   | 1815年（文化12年）正月         |                                 |                            | 春画。本図と同じ冬の性交図を含む四季の性技図巻が存在していることから、その絵巻が画題見本となり、その図を気に入った分限者の趣味人が特別注文したものだと考えられる。                                                            |
| 源氏物語春画巻                       | 紙本着色     | 2巻        | 22.0x772.1                        | 個人                                   |                                |                                 |                            | 春画。林原美術館に異本（絹本著色）あり。 |

- ミシガン大学美術館所蔵
- シカゴ美術館所蔵
- ミネアポリス美術館所蔵
- ミネアポリス美術館所蔵

## 栄之が登場する作品
- 藤沢周平 『闇の傀儡師』 文春文庫、2011年  主人公の鶴見源次郎の友人として細田民之丞の名前で登場する。